# Belomitra leobrerorum
Belomitra leobrerorum is een slakkensoort uit de familie van de Belomitridae. De wetenschappelijke naam van de soort is voor het eerst geldig gepubliceerd in 2010 door Poppe & Tagaro.